# Prelude en fuga in c mineur
Prelude en fuga in c mineur is een compositie van Ralph Vaughan Williams voor orgel solo. Hij droeg het op aan Henry Ley, destijds een voorzanger van Eton College. Zowel de prelude als fuga bestaan uit drie segmenten: Motief-middenstuk-motief. Vaughan Williams schreef eraan gedurende de maanden augustus en september 1921, en sleutelde er verder aan in juli 1923 en maart 1930. Ongeveer tegelijk met de versie voor orgel solo verscheen ook een versie voor symfonieorkest. Deze laatste wordt relatief vaker uitgevoerd dan de orgelversie, maar het is voornamelijk een stuk van Vaughan Williamns dat nauwelijks gespeeld wordt.

## Discografie
- Uitgave Priory Records: Christopher Nickol (orgel)
- Uitgave Chandos: London Symphony Orchestra o.l.v. Richard Hickox